# Морув
Морув (пол. Morów, нім. Mohrau) — село в Польщі, у гміні Ниса Ниського повіту Опольського воєводства.
Населення — 339 осіб (2011).

## Демографія
Демографічна структура станом на 31 березня 2011 року:
|          | Загалом | Допрацездатний вік | Працездатний вік | Постпрацездатний вік |
| -------- | ------- | ------------------ | ---------------- | -------------------- |
| Чоловіки | 173     | 34                 | 127              | 12                   |
| Жінки    | 166     | 36                 | 94               | 36                   |
| Разом    | 339     | 70                 | 221              | 48                   |